# Centre National de Tir Sportif
Het Centre National de Tir Sportif (CNTS, Nederlands: Nationaal Schietsportcentrum) is een sportfaciliteit gelegen in Déols, in de buurt van Châteauroux in het Franse departement Indre, waar de 12 disciplines die door de Fédération française de tir (Franse schietfederatie) worden beheerd, op hoog niveau kunnen worden beoefend.
Bij de opening in 2018 was het CNTS het grootste schietsportcentrum van Europa. Er zijn verschillende wereldkampioenschappen schieten gehouden, evenals de competities van de schietsport op de Olympische Zomerspelen 2024 en de schietsport op de Paralympische Zomerspelen 2024.
De faciliteiten zijn gevestigd op een terrein van 78 hectare. Ze voldoen aan de Europese en wereldwijde normen voor de organisatie van internationale wedstrijden. Het is de enige civiele faciliteit in Frankrijk die in staat is om alle disciplines die door de FFTir worden beheerd op afstanden tussen 10 en 600 meter te huisvesten.
- 10 meter: 90 vuurposten;
- 25 meter: 60 vuurposten;
- 50 meter: 80 vuurposten;
- 50 meter bewegende doelen: 2 installaties;
- Sets: 5 installaties;
- Veldkruisboog: 90 posities;
- Snelheidssport schieten: 35 cellen;
- 200 meter: 40 ligplaatsen;
- 300/600 meter: 80 stations.

De opslag van cartridges op deze site is voorzien conform geclassificeerde normen.

## Geschiedenis
Net als andere Olympische sportfederaties had de Fédération française de tir (FFTir) besloten om een nationaal sportcentrum op te richten. Het project is in 2012 van start gegaan, de eerste steen werd gelegd in 2016 en het centrum werd in 2018 ingehuldigd, op een terrein van 89 hectare. Vóór de officiële inhuldiging werden wedstrijden gehouden, waaronder de wereldkampioenschappen Speed Shooting 2017.
In 2018 werd reeds, om te voldoen aan de wijzigingen in de voorschriften van de Internationale Schietsportfederatie voor de organisatie van evenementen op hoog niveau, een uitbreiding gepland: een bijkomend gebouw van 4.600 m² voor de organisatie van pistoolfinales. De werken gestart in 2021 werden eind 2022 afgerond.

## Competities
- 18 augustus tot 13 september 2017: wereldkampioenschap sprintschieten, pistolen (TSV)
- 18 mei tot 10 juni 2018: wereldkampioenschap Speed Sport Shooting (TSV)
- 22 tot 30 september 2018: wereldbeker paraschieten
- 6 tot 13 juni 2022: wereldbeker paraschieten
- 1 tot 13 juni 2022: wereldkampioenschappen Bewegende Doel
- 27 juli tot 5 augustus 2024, schietsportevenementen van de Olympische Zomerspelen 2024
- 30 augustus tot 5 september, schietsportevenementen op de Paralympische Zomerspelen 2024